# コミカンソウ

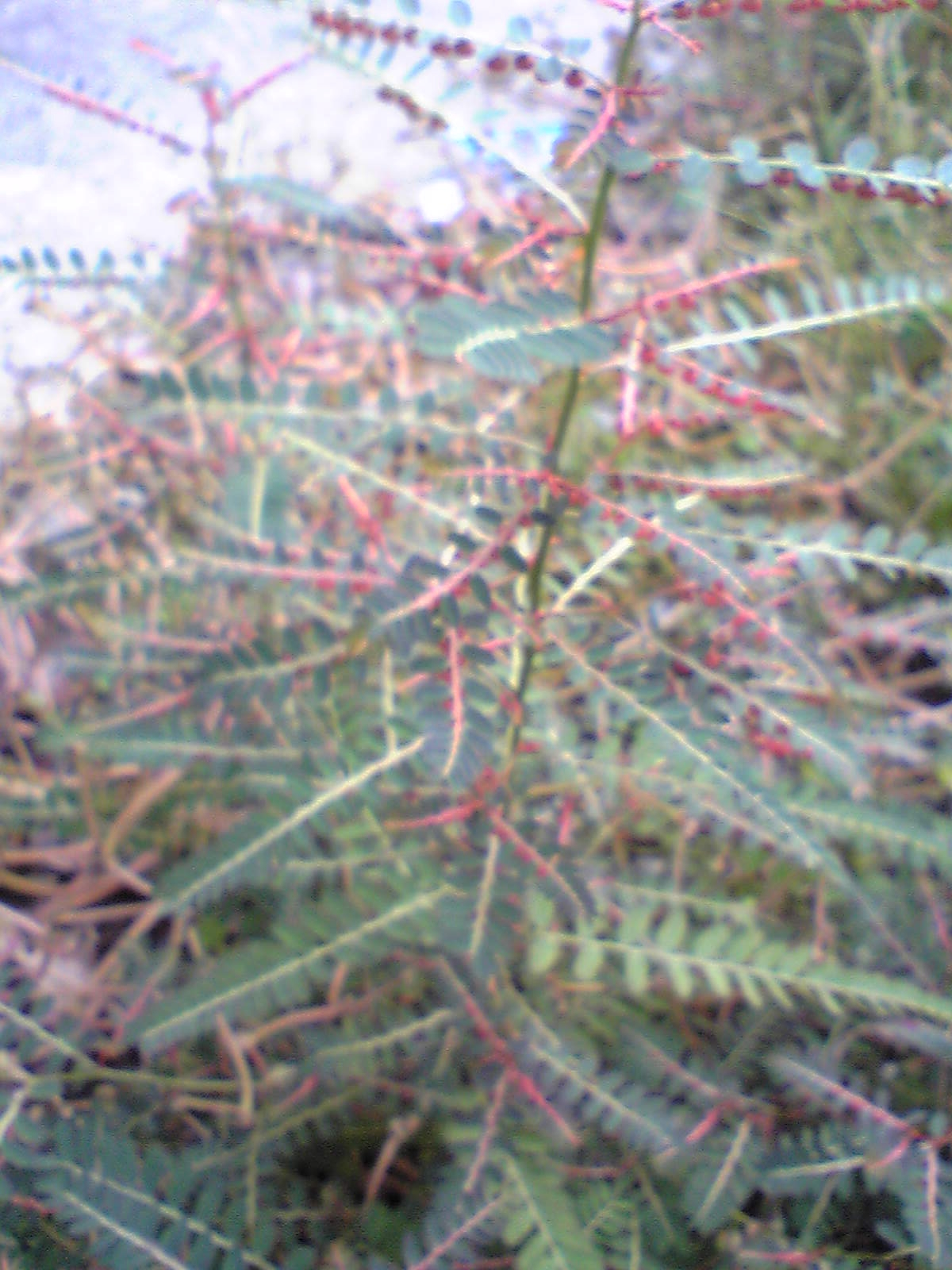
コミカンソウ（赤いのが果実）

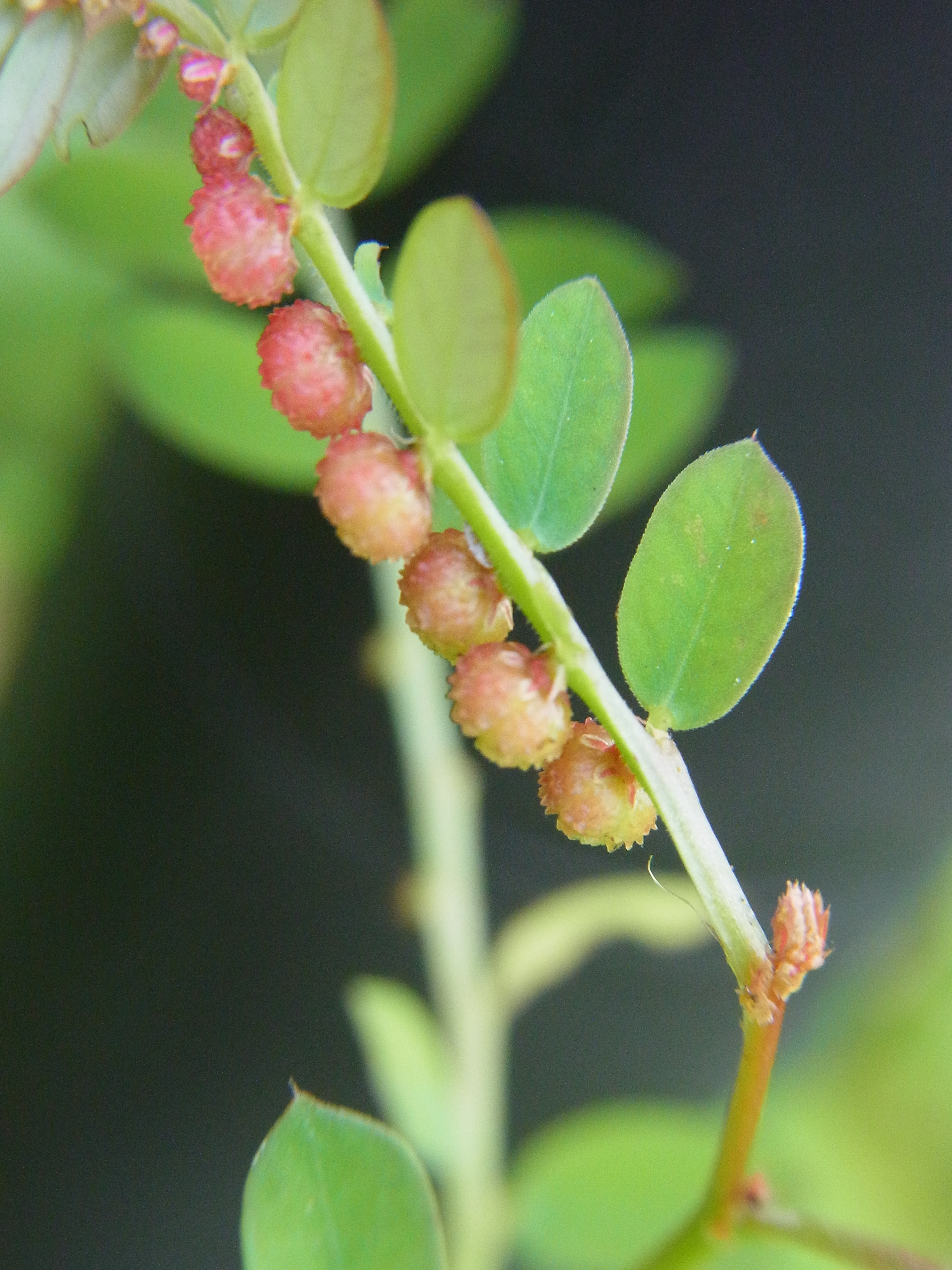
コミカンソウ

コミカンソウ（小蜜柑草、Phyllanthus urinaria）はコミカンソウ科コミカンソウ属の一年草。別名キツネノチャブクロ（狐の茶袋）。従来の分類ではトウダイグサ科に入れていた。

## 特徴
以下は主に岩槻による。
高さは10から40センチメートル、直立茎は紅色を帯び、それから分枝のない小枝を横に出す。葉は長さ1センチメートル前後の長楕円形でほとんど無柄。直立茎では下部にのみやや大きい葉が着き、上部では鱗片状に退化しているが、小枝には左右2列に分かれて密に互生し、小枝は羽状複葉のように見える。また小枝の葉は就眠運動し、夜には2列が上側へ閉じる。その点でもマメ科植物の複葉に似ている。
花は単性で、萼片（6個）と雌蕊（1個、子房上位）または雄蕊（3個）からなり、緑白色で直径1ミリメートルほど。小枝の葉腋から下向きに夏に咲き、ほとんど無柄。小枝の基部から中央部には雌花、先端部には雄花が着く。果実は直径3ミリ程のやや偏平な球形の蒴果で、多数の種子を含み、赤く熟し表面には横方向の凹凸が多い。そのため、見かけは小さなミカンを想わせ、和名の由来にもなっている。その形は、羽状複葉の主軸の下側に実が並んでいる、と見える。

## 生育環境と分布
道端や畑に多く見られる。日本では関東地方以西の各地と小笠原諸島、沖縄諸島、また韓国、華南、東南・南アジアに分布し、さらに世界の熱帯・亜熱帯に広く帰化している。日本にも史前帰化植物として入った可能性がある。

## 類似種
類似種には、葉が細く直立茎にも着くヒメミカンソウ（トウダイグサ科コミカンソウ亜科、学名 Phyllanthus matsumurae Hayata ）、花柄が長い帰化植物のナガエコミカンソウ（ブラジルコミカンソウ）、シマヒメミカンソウ（琉球地方）などが知られる。雄蕊の数を比べるとコミカンソウは3本でヒメミカンソウは2本。コミカンソウ属には草本と木本があり、世界の熱帯・亜熱帯を中心に800種前後が分布する。いずれも直立茎（幹）から横に出た小枝に多数の葉が着き羽状複葉風になる。
なお、ハナコミカンボクも見かけは本種によく似ているが、こちらは小さいながらも木本である。